# Isle Royale
Isle Royale [ˌaɪl ˈrɔɪ.əl] ist die größte Insel im Oberen See. Die Insel ist Teil des Keweenaw County der Oberen Halbinsel von Michigan, Vereinigte Staaten, und liegt nahe der Südgrenze von Kanada. Der größere südwestliche Teil der Insel gehört zur Eagle Harbor Township, und der Rest zur Houghton Township. Die Grenze zwischen den beiden Townships verläuft auf der Insel etwa entlang des Längenkreises 80°48′15″W.
Höchster Punkt ist Mount Desor im Südwesten, der auf der Greenstone Ridge liegt, die die Insel der gesamten Länge nach durchzieht.
Die Insel und das nähere Gebiet gehören zum Isle-Royale-Nationalpark.
Laut Zensus aus dem Jahr 2000 leben keine Menschen dauerhaft auf der Insel.

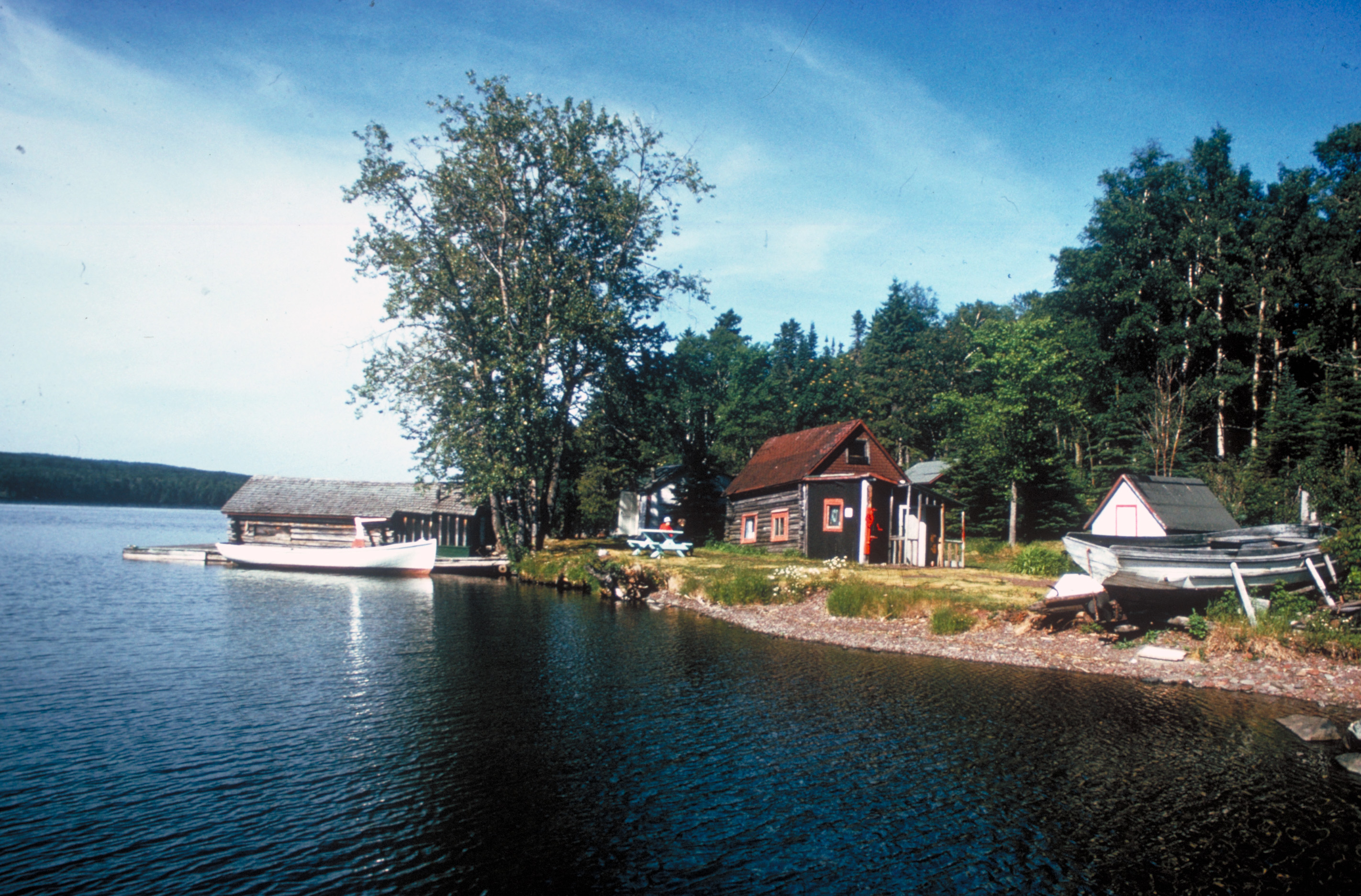
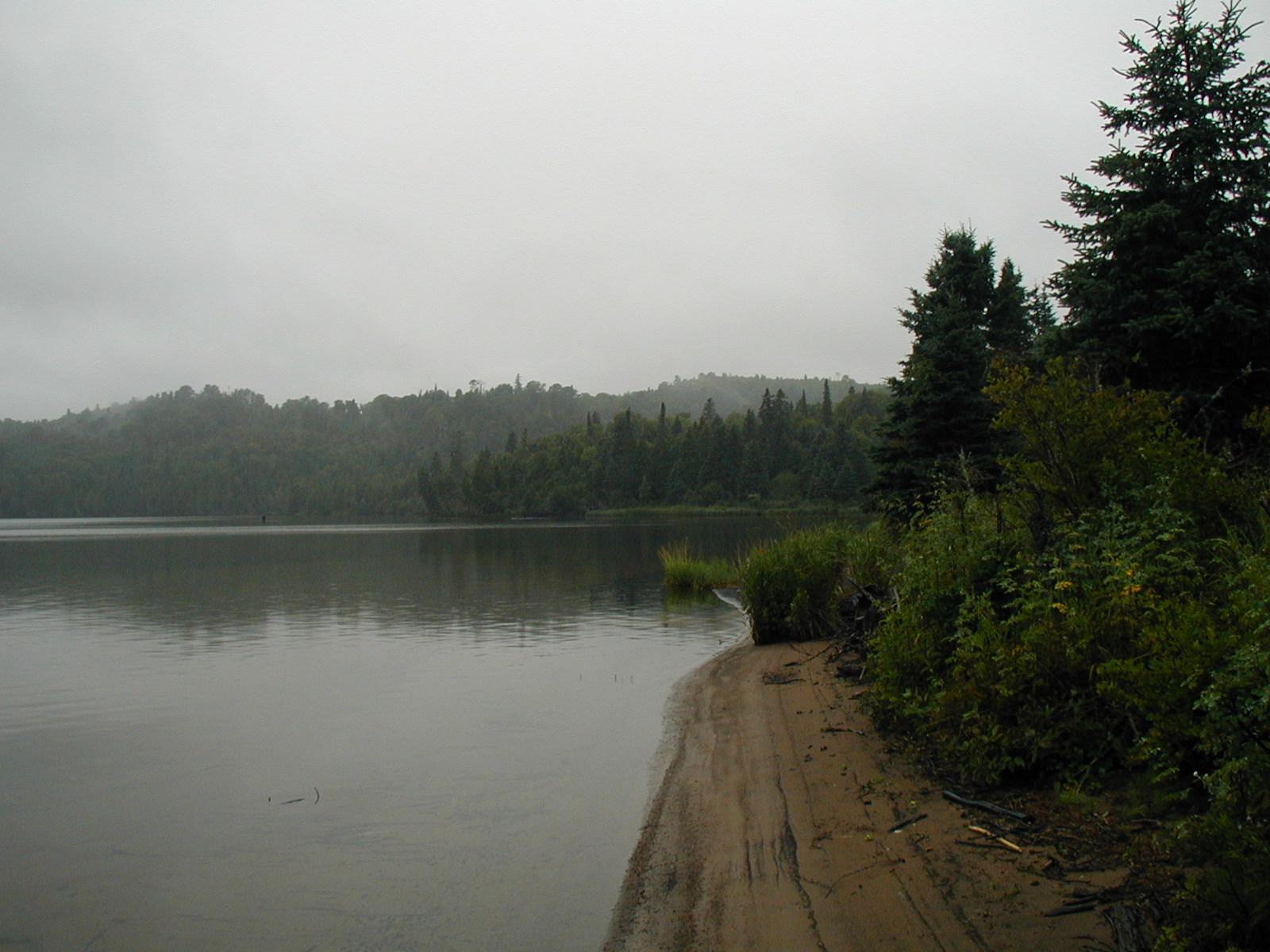
Strand bei der Mündung des Washington Creek